# サクソ・グラマティクス

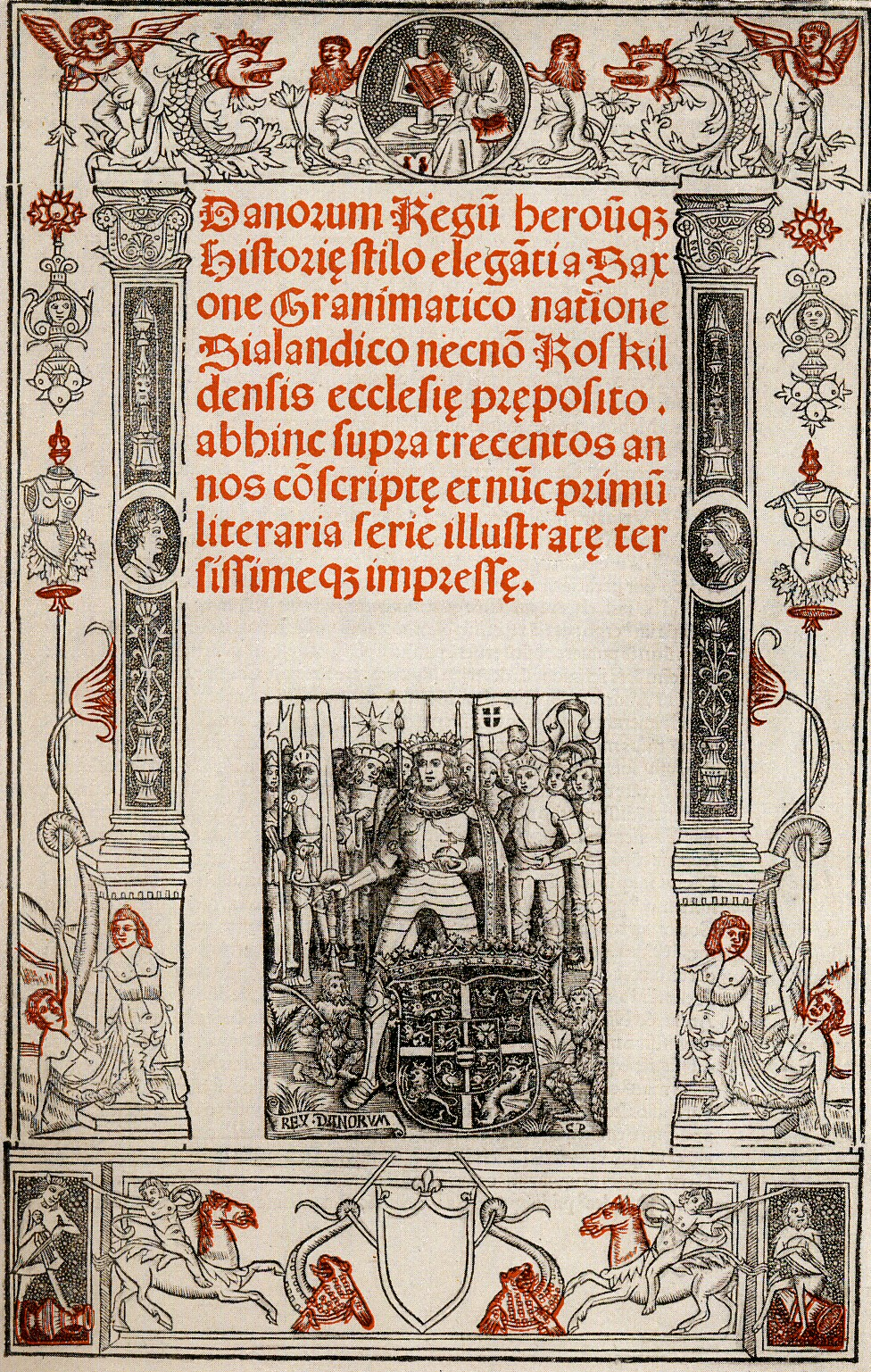
1514年クリスチャン・ピーダセン版『デンマーク人の事績』表紙。2行目から3行目にかけてSaxone Grammatícoの表記が見られる。

サクソ・グラマティクス（Saxo Grammaticus, 1150年 - 1220年）は、中世デンマークの歴史家である。
しかし、その生涯については詳しくは不明な点も数多くある。
こんにち『デンマーク人の事績』（Gesta Danorum）の名で知られる全16巻のデンマーク史が彼によって編纂されたと考えられており、この著書の存在が彼を実在の人物とする主な根拠となっている。サクソは大司教アブサロンのもとで働いていたと目されており、彼を支持していた事が『デンマーク人の事績』の記述で明らかになっているが、教会組織の中で占めた地位は不明である。
アブサロンの遺した公文書の中で、サクソという名の聖職者が銀貨2枚半の負債を免除され、現在の西シェラン州ソーレー（Sorø）の修道院から借りていた2冊の書物を返却するように命じられている。これが後年見つかったデンマークの公の記録に残る、同年代に生きた10余人のサクソス（Saxos）あるいはサクソ（Saxo）のうちサクソ・グラマティクスに結びつくであるとされている唯一のものであるが、この人物がサクソ本人と証明する直接的な証拠は存在していない。
また『デンマーク人の事績』でサクソ自身が書くところによると、彼の祖父と父の両者が兵士としてデンマーク王ヴァルデマー1世に仕えていた。サクソも同様ながら、より宗教的な職務でヴァルデマー2世に仕えていたとされている。
以上が数少ないサクソ・グラマティクスに関する具体的な記録である。
後年の研究により、シェラン島出身であると断定されているが、 『デンマーク人の事績』の中で洗練されたラテン語を用いていることや著書から古代ローマに関する知識の深さが伺われるため、彼が教育を受けたのはデンマークではなくフランスの大きな神学校ではないかとされている。
ラテン語で「学者」を意味するグラマティクス（Grammaticus）はサクソの本名ではない。1342年頃に書かれた『ユトランド年代記』(Chronica Jutensis)の『サクソン族概説』(Compedium Saxonis)の中で、彼の優れた表現力を強調するために用いられた愛称である。それが1514年出版されたクリスチャン・ピーダセンの印刷版『デンマーク人の事績』でサクソの名前の一部として、姓の部分に用いられるようになり、現在に至る。
サクソの著書に登場する半ば伝説の英雄「アムレート」(Amleth) の物語は様々な劇作家によって翻案されている。最も著名な作品がウィリアム・シェイクスピアの「ハムレット」である。
現在、コペンハーゲン大学の歴史学科は、サクソの名を冠して「サクソ研究所（SAXO Instituttet）」と称されている。